# Wilhelmina (imię)
Wilhelmina – żeński odpowiednik imienia Wilhelm. Patronką tego imienia jest św. Emilia Maria Wilhelmina de Rodat.
Wilhelmina imieniny obchodzi: 26 maja, 22 września, 25 października.

## Osoby o imieniu Wilhelmina
- Wilhelmina (królowa Holandii)
- Wilhelmina Iwanowska – polska astronom, profesor Uniwersytetu Mikołaja Kopernika w Toruniu
- Luiza Pruska, właściwie Augusta Wilhelmina Amalia von Mecklemburg-Strelitz – królowa pruska
- Luiza Hessen-Kassel, właściwie Luiza Wilhelmina Fryderyka Maria Karolina Augusta Julia – królowa Danii w latach 1863–1898
- Ludwika Wilhelmina Wittelsbach – księżniczka bawarska, matka Elżbiety Bawarskiej
- Wilhelmina Cooper – modelka

## Postacie fikcyjne
- Wilhelmina „Will” Vandom – główna bohaterka komiksu i serialu Czarodziejki W.I.T.C.H